# Estancia

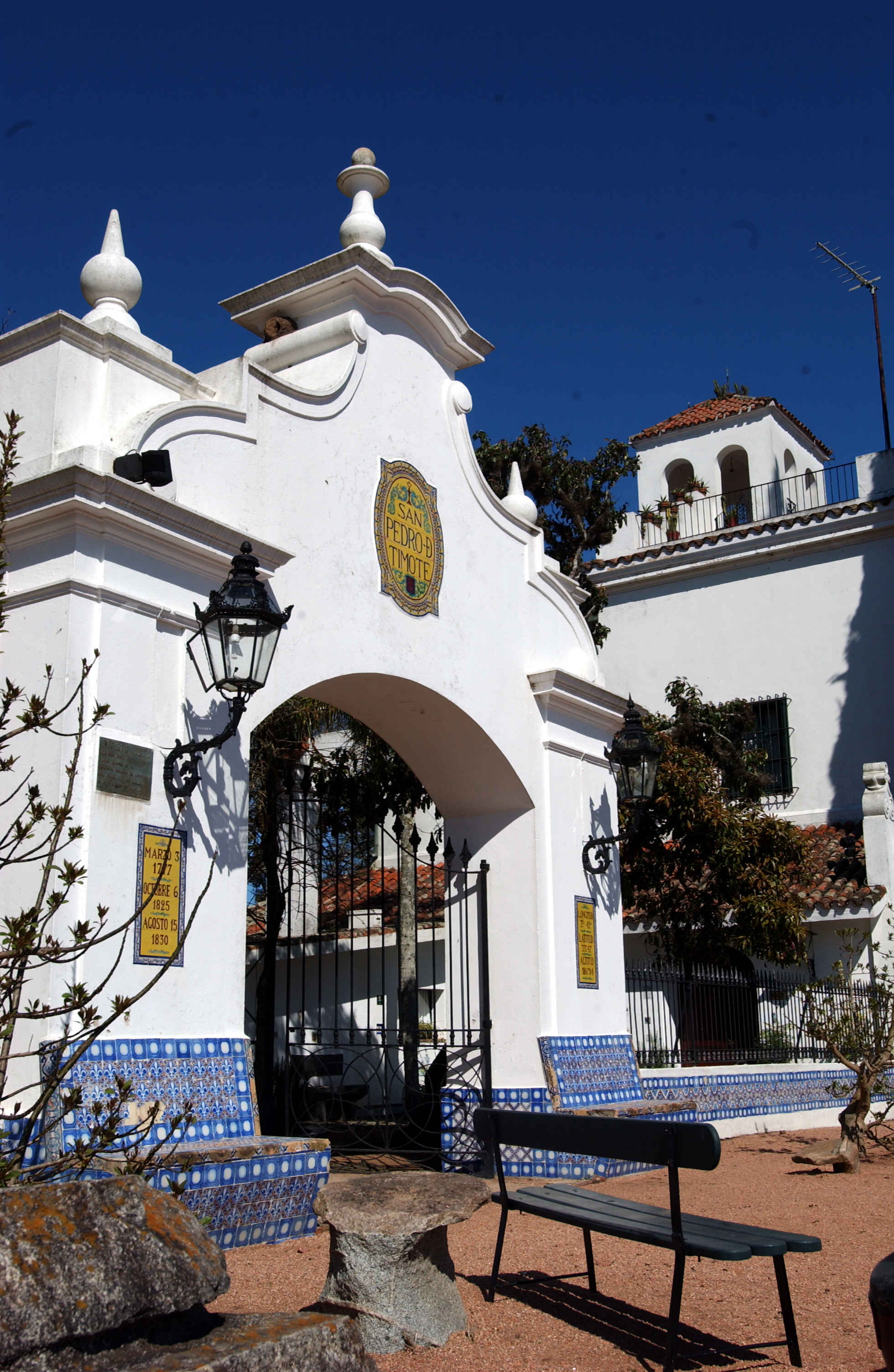
Estancia San Pedro de Timote, Florida, Uruguay

Estancia (spanisch), estância (portugiesisch) (deutsch: Rinderfarm), in Brasilien auch Fazenda, nennt man ein Landgut in Südamerika, auf dem eine stationäre, extensive Weidewirtschaft – vor allem mit Mastrindern, Schafen und Milchkühen – betrieben wird. Im deutschen Sprachraum wird für diese Form der Beweidung natürlicher Offenlandschaften zumeist der englische Ausdruck „Ranching“ verwendet.
In Argentinien, Chile, Paraguay, Uruguay sowie dem äußersten Süden Brasiliens kam ab der ersten Hälfte des 19. Jahrhunderts der Begriff Estancia (wörtlich „Heimstatt“, „Wohnplatz“) auf, um damit Anwesen zu bezeichnen, auf denen eine ortsgebundene Viehhaltung betrieben wurde, die das simple Einfangen und Schlachten der von den Spaniern aus Europa eingeführten und in der Pampa verwilderten Rinder ablöste.
Ursprünglich bezeichnet die Estancia dabei jedoch nicht das Anwesen, sondern den als Weide für die Tiere dienenden Graslandabschnitt. Der den Gutshof bildende Gebäudekomplex wird dagegen als Casco bezeichnet. Zum Casco gehören üblicherweise ein Herrenhaus des Eigentümers (des Estancieros) oder seines Verwalters, die sogenannten Ranchos (auch Puestos genannt) für die dort tätigen Peones und einige Wirtschaftsgebäude wie Vorratsschuppen, kleinere Stallungen für Pferde, Geflügel und Schweine etc.
Heute kann eine Estancia alles sein, was sich durch seine Flächengröße von klein- oder mittelständischen Agrarbetrieben abhebt. Im Agrar-Kernland Argentiniens und Uruguays, der Pampa Húmeda mit ihren z. T. außerordentlich fruchtbaren Böden berechtigen vielleicht schon 300 Hektar die Bezeichnung Estancia, während in Patagonien, jenseits der agronomischen Trockengrenze, wo die Weiden wenig ertragreich sind und deshalb mindestens 40 Hektar Land pro Rind zur Verfügung stehen müssen, die Schwelle bei ca. 30.000 Hektar liegen mag.
Ist Estancia einerseits ein agronomisch-ökonomischer Begriff, so hat er auch eine kulturelle, volkstümliche Bedeutung. So wie man den Begriff der Ranch unweigerlich mit der Prärie und den Cowboys in Verbindung bringt, so assoziiert man die Estancia mit Gaucho-Romantik und grasenden Viehherden in der endlosen Pampa.
Seit den 1990er Jahren rückt das Kulturerbe der traditionellen Estancias wieder stärker in das Bewusstsein der jeweiligen Länder. Zu beobachten ist auch, dass speziell die historischen Estancias auf Grund ihres prestigeträchtigen und luxuriösen Flairs immer häufiger in den Besitz kaufkräftiger Ausländer gelangen. Estancias werden heute beispielsweise in Patagonien, dem Umland von Buenos Aires und in Uruguay zunehmend auch touristisch genutzt.

## Galerie

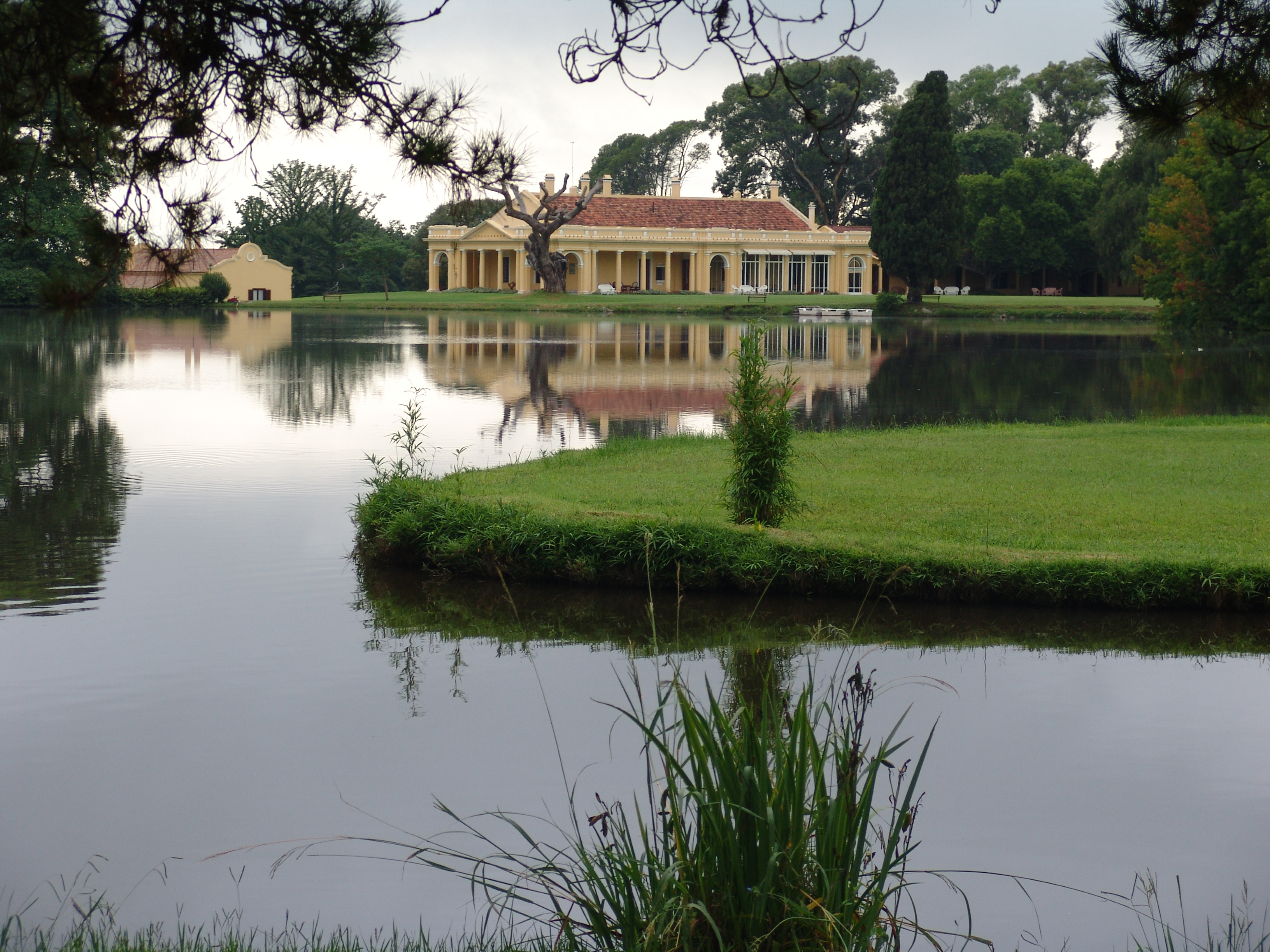
Estancia La Paz, Cordoba, Argentinien
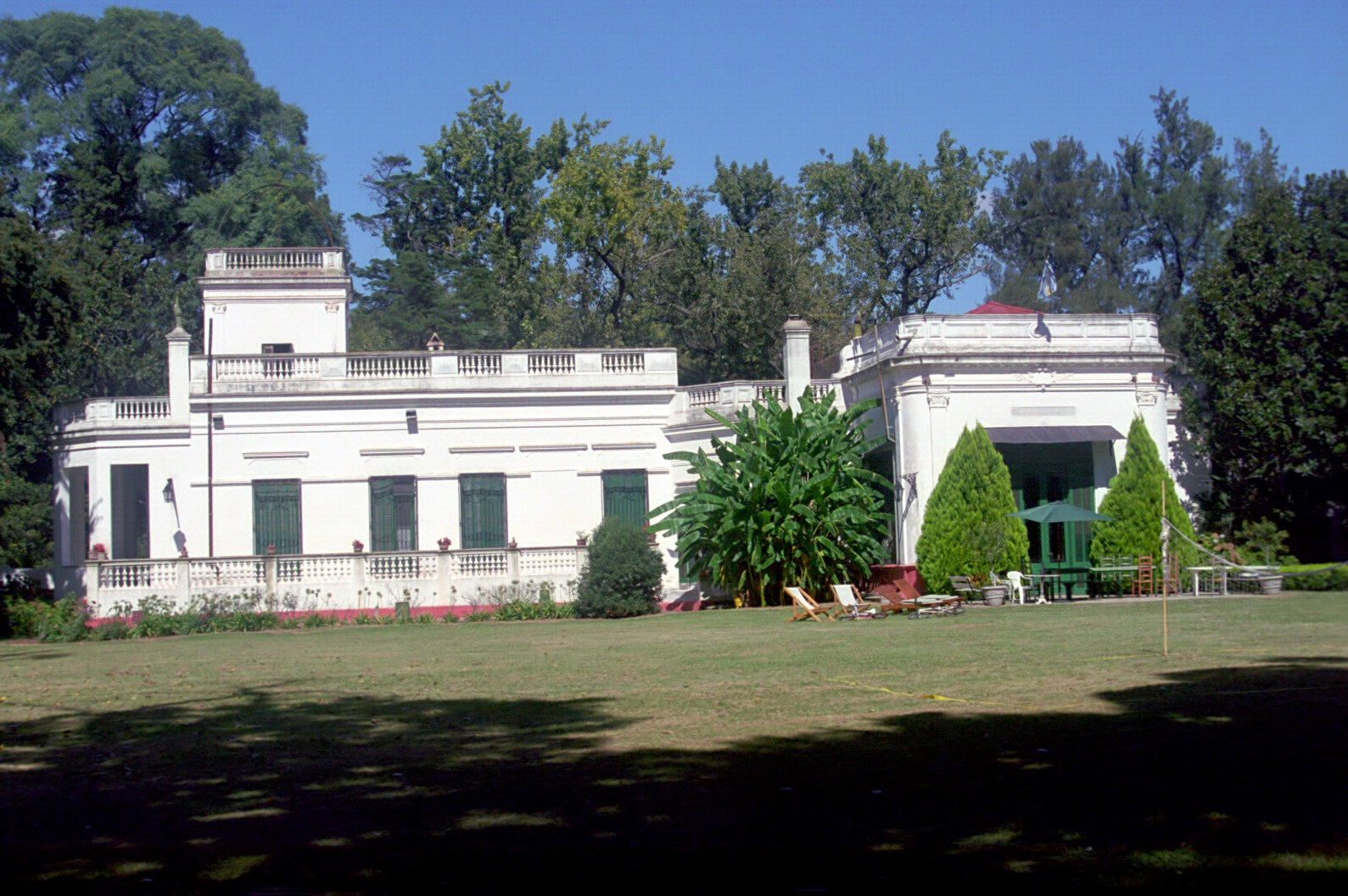
Estancia La Oriental, Junín, Buenos Aires, Argentinien
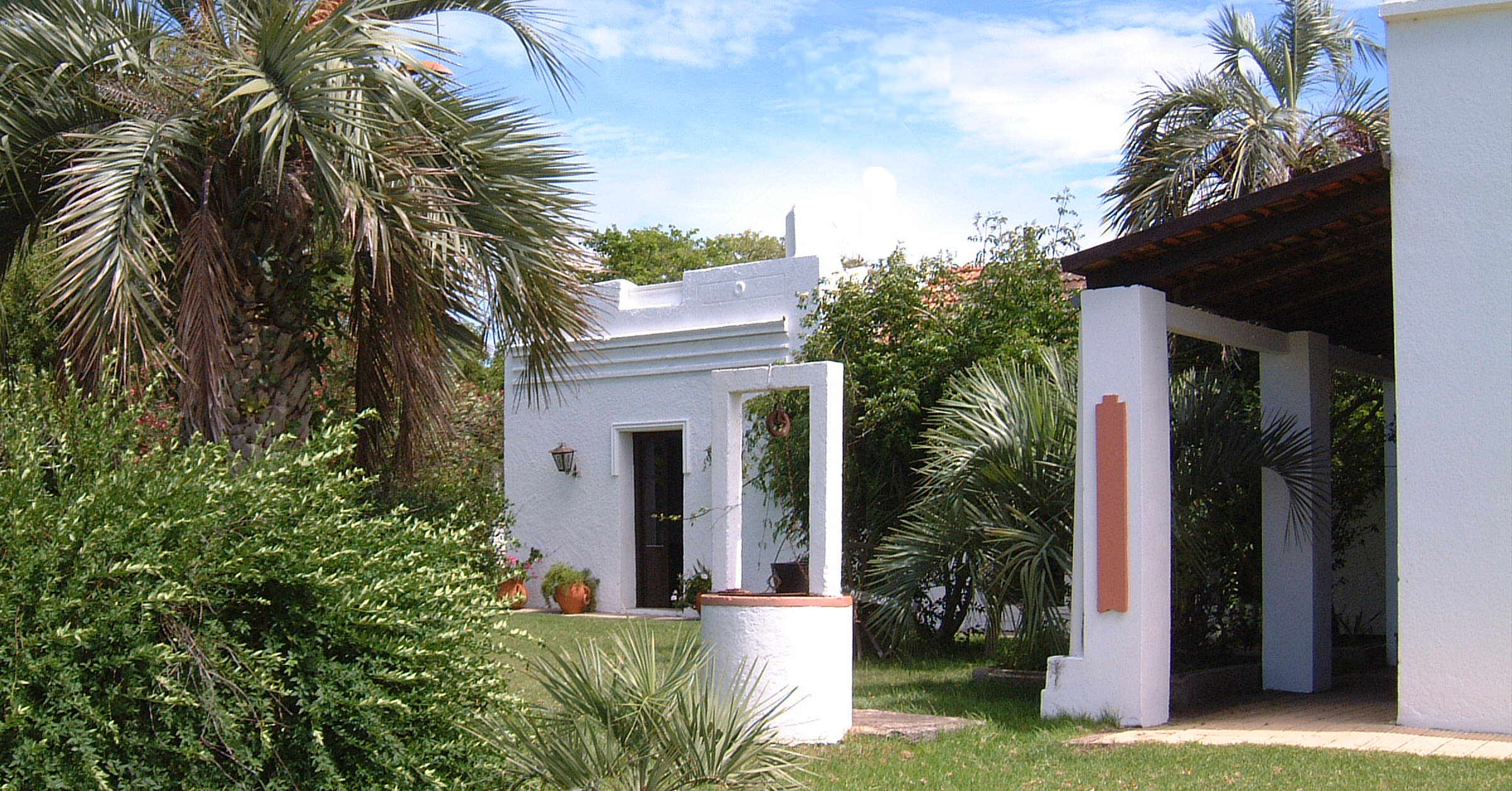
Estancia Guardia del Monte, Rocha, Uruguay
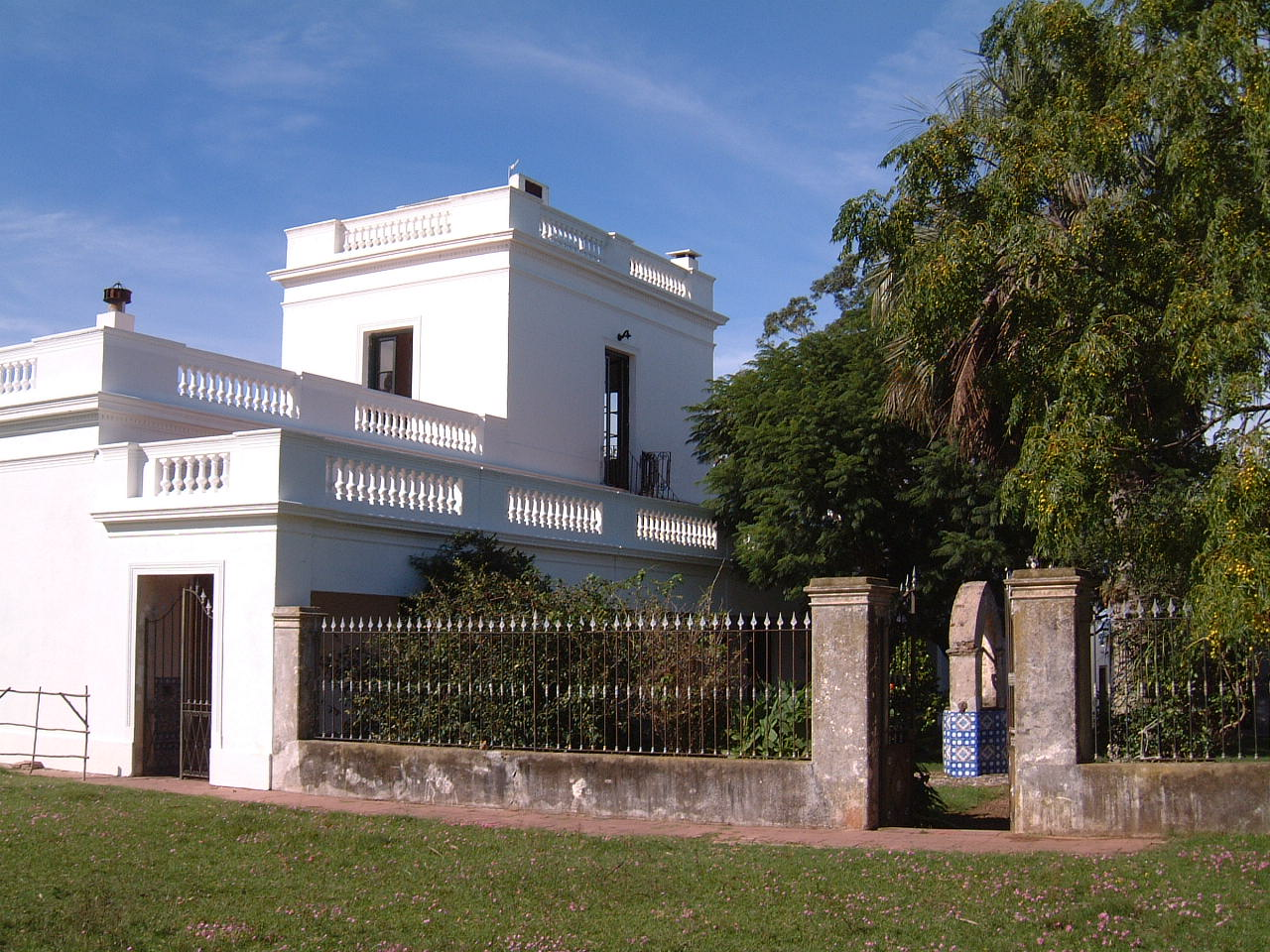
Estancia San Eugenio, Florida, Uruguay
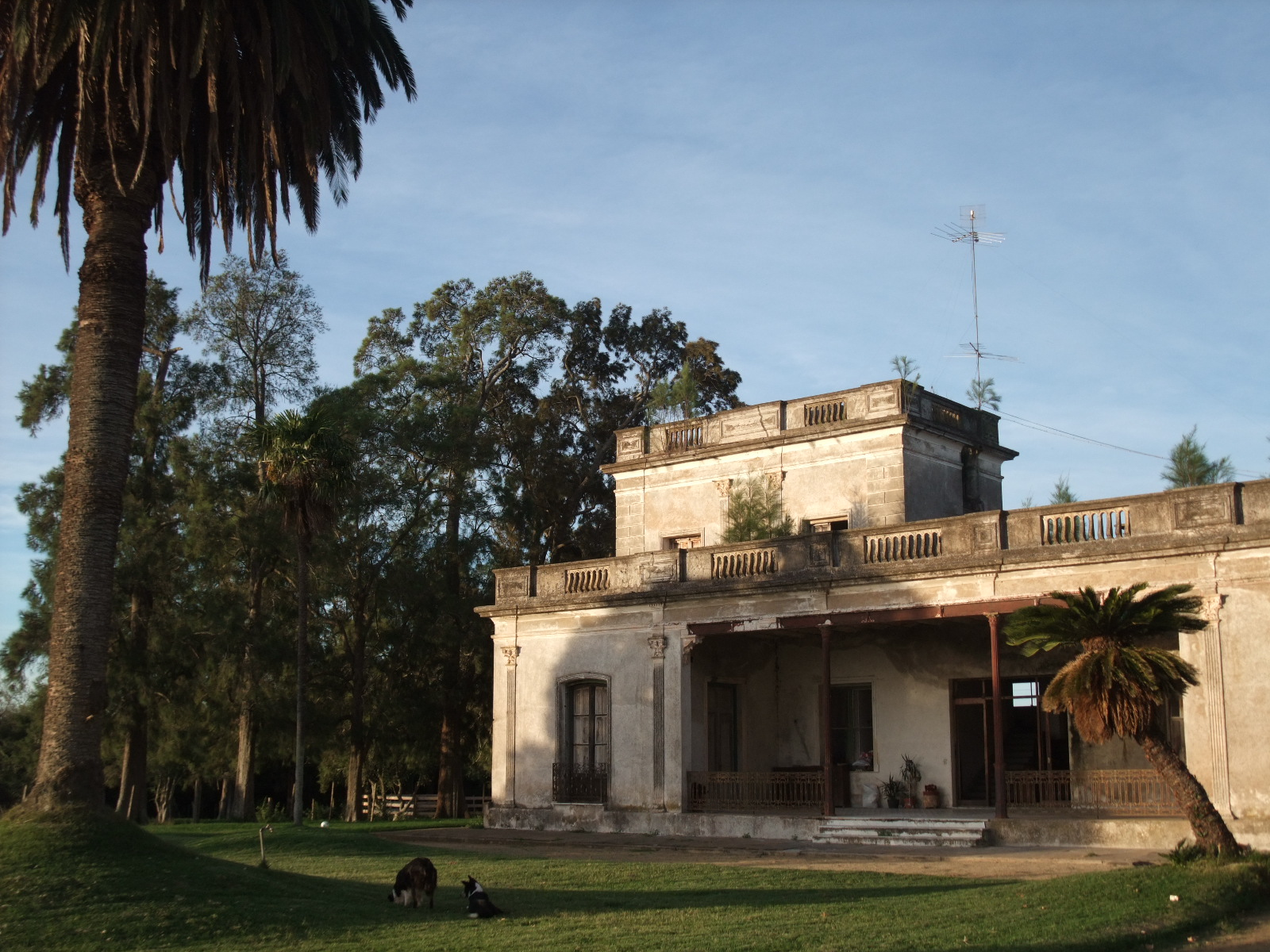
Verlassener Casco einer vormals herrschaftlichen Estancia, Florida, Uruguay